# 坂東克彦
坂東 克彦（ばんどう かつひこ、1933年2月12日 - 2020年7月15日）は、日本の弁護士。新潟水俣病第1次訴訟の弁護団幹事長。新潟水俣病第2次訴訟の弁護団長などを務めたことで知られる。元日本弁護士連合会常務理事。

## 人物
新潟県小千谷市生まれ。新潟県立小千谷高等学校、中央大学法学部卒業。1959年に弁護士を開業し、1963年に新潟市で坂東克彦法律事務所を開設した。
長年新潟水俣病訴訟で中心的な役割を担い、1967年提訴の第1次訴訟に弁護団幹事長として参加。四大公害病で初めて原因企業を訴えた。1971年9月29日の新潟地裁判決で昭和電工の過失責任を認めさせ、原告を勝訴に導いた。1982年提訴の第2次訴訟で1995年まで弁護団長を務めた。2003年秋の叙勲で旭日小綬章を受章。
2020年7月15日17時40分、老衰のため、新潟市中央区の高齢者入居施設で死去。87歳没。死没日をもって、従五位に叙される。

## 著書・資料
- 坂東克彦『新潟水俣病の三十年―ある弁護士の回想』日本放送出版協会、2000年。
- 橋本道夫・平野孝監修『坂東克彦史料 戦後日本公害事件資料集成』柏書房、2003年。